# Giulietto Chiesa
Giulietto Chiesa (Acqui Terme, 4 de setembro de 1940 – Roma, 26 de abril de 2020) foi um jornalista e político italiano. 
Antigo membro do Partido Comunista Italiano (PCI), foi dirigente da Federação de Gênova do PCI, entre 1970 e 1979. Em seguida, foi deputado europeu, eleito pela circunscrição italiana do nordeste, na lista independente de Antonio Di Pietro e  Achille Occhetto. Em Bruxelas, Chiesa juntou-se, a princípio, ao grupo parlamentar  Aliança dos Democratas e Liberais pela Europa (ADLE), o qual abandonou posteriormente para ligar-se ao grupo socialista. Nas eleições europeias de 2009, foi candidato, na Letônia, pela lista russófona Pelos Direitos Humanos em uma Letônia Unida - formação que representa a minoria russa na Letônia - mas não foi eleito. 
No Parlamento Europeu, foi membro titular da Comissão de Comércio Internacional, membro suplente da Comissão da Cultura e da Educação e membro do grupo de amizade parlamentar União Europeia-Rússia. Participou, em 2005, da conferência anti-imperialista Axis for Peace, organizada pela Rede Voltaire.

## Morte
Giulietto morreu no dia 26 de abril de 2020, aos 79 anos.